# Деркс, Харри
Анри (Харри) Жан Жозеф Деркс (нидерл. Henri (Harry) Jean Joseph Derckx; 19 марта 1918, Сен-Пьер-ле-Немур — 12 июля 1983, Рюкфен, Северный Брабант) — нидерландский хоккеист на траве, защитник. Серебряный призёр летних Олимпийских игр 1952 года, бронзовый призёр летних Олимпийских игр 1948 года.

## Биография
Харри Деркс родился 19 марта 1918 года во французской коммуне Сен-Пьер-ле-Немур.
Играл в хоккей на траве за ДХВ из Девентера.
В 1948 году вошёл в состав сборной Нидерландов по хоккею на траве на летних Олимпийских играх в Лондоне и завоевал бронзовую медаль. Играл на позиции защитника, провёл 7 матчей, мячей не забивал.
В 1952 году вошёл в состав сборной Нидерландов по хоккею на траве на летних Олимпийских играх в Хельсинки и завоевал серебряную медаль. Играл на позиции защитника, провёл 3 матча, мячей не забивал.
Умер 12 июля 1983 года в нидерландском городе Рюкфен.